# Тимченко, Игорь Викторович
Игорь Викторович Тимченко (укр. Ігор Вікторович Тимченко; 16 января 1986, Полтава) — украинский футболист, нападающий

## Карьера
Футболом начал заниматься благодаря своему дяде, который отвел его к тренеру Алексею Вишневецкому. Занимался у него с 6-го до 10-го класса. Позже занимался под руководством Сергея Доронченко и Владимира Сысенко, у них занимался на протяжении четырёх лет. Также кроме него тренеры воспитали: Руслана Соляника, Владислава Кулика, Сергея Радевича. Сразу после школы его приглашали в полтавскую «Ворсклу».
На профессиональном уровне начал играть в клубах «Электрон» (Ромны) и «Уголёк» во Второй лиге. Но позже после просмотра перешёл в московский «Локомотив», в команде выступал за дубль, всего провёл 18 матчей и забил 5 голов. После того как у него закончился контракт с «Локо», он подписал годичный контракт с сумским «Спартаком». Но из-за финансовых проблем «Спартака» перешёл в алчевскую «Сталь». В Высшей лиге дебютировал 15 октября 2006 года в матче против львовских «Карпат» (0:1), Тимченко вышел на 69-й минуте вместо Бурнеля Окана-Стази. Всего за «Сталь» провёл 8 игр в чемпионате Украины и 21 игру и 5 голов в молодёжном первенстве. В сезоне 2006/07 «Сталь» покинула Высшую лигу, а Тимченко летом 2007 года перешёл в донецкий «Металлург». В команде дебютировал 23 ноября 2007 года в матче против одесского «Черноморца» (1:0). В команде основным игроком не стал.
Летом 2009 года после предварительного просмотра в ужгородском «Закарпатье», перешёл в команду на правах аренды. В «Закарпатье» дебютировал 17 октября 2009 года в матче против одесского «Черноморца» (2:0). Игорь вышел на 89 минуте вместо Антона Шендрика.
В январе 2010 года прибыл на просмотр в полтавскую «Ворсклу».
15 апреля 2011 года подписал контракт с одесским «Черноморцем».
Летом 2015 года присоединился к команде «Кремень»